# Egervári Márta
Egervári Márta (Budapest, 1956. augusztus 4. –) magyar tornász, olimpiai bronzérmes, világbajnoki bronzérmes, többszörös magyar bajnok, edző. Háromszor nyerte el az Év magyar tornásza címet (1975, 1976, 1977) és a Magyar Torna Szövetség 2014-ben a Halhatatlanok Klubjának tagjává választotta.
Az 1976-os montréali olimpián felemás korláton bronzérmet szerzett, a női torna összetett csapatversenyében 4. helyen végzett magyar csapat tagja. Az 1974-es tornász világbajnokságon bronzérmet nyert magyar válogatott tagja volt, és részt vett az 1981-es világbajnokságon is, ahol a csapat a 8. helyen végzett.
1975-ben a világon először mutatta be felemás korláton ezt a gyakorlatot: felállás a felső karfára, bicskaszaltó előre, félfordulattal, visszafogás a felső karfára, amelyet róla „Egér-szaltónak” neveztek el. Magyarországon először ő mutatott be a lóugrásban nyújtott testű cukaharát.
1975-ben házasságot kötött edzőjével, Magyari Lászlóval. 1979 júliusában született gyerekük, Ákos. Második férje Nagy Lajos, az FTC egykori válogatott tornásza, akivel 1992-ben Svédországba költözött.

## Sportpályafutása

### Junior évei
1968-tól volt a Budapesti Honvéd versenyzője. Nevelő edzője Fekete József volt, rajta kívül Müller Katalin foglalkozott még vele. 1973-ban szerepelt először a magyar tornász válogatottban.
1973-ban megnyerte az országos junior bajnokság összetett egyéni versenyét. Az I. osztályú junior bajnokságon a szerenkénti döntőkben műszabadgyakorlatával és lóugrásával bajnoki címet nyert, az egyéni összetettben a 3. helyen végzett. Ugyanebben az évben a mesterfokú országos bajnokság szerenkénti döntőjében felemás korláton Medveczky Krisztina mögött ezüstérmet szerzett. November végén az Asztalos János-emlékversenyen lóugrásban a 2. helyen végzett.
1974 júniusában Budapest I. osztályú junior bajnoka lett, majd két héttel később megnyerte a junior országos bajnokság egyéni összetett versenyét is. A szerenkénti döntőkben felemás korláton és gerendán bajnoki címet nyert, lóugrásban és a műszabadgyakorlatával 2. helyen végzett.
1974-ben tagja volt a Várnában rendezett tornász világbajnokságon bronzérmet szerzett magyar válogatottnak. Ugyanebben az évben decemberben megnyerte az Asztalos János emlékverseny egyéni összetett versenyét, majd a VII. Rába kupán is győzött úgy, hogy az egyéni összetett mellett mind a négy szeren is az első helyen végzett.

### A világ élvonalában
1975-ben a norvégiai Skienben rendezett női tornász Európa-bajnokságon felemás korláton a hatodik, összetettben a nyolcadik helyet szerezte meg. Júniusban a Kerezsi Endre-kupa szerenkénti döntőiben lóugrásban és gerendán az első, műszabadgyakorlatával a 2. helyet szerezte meg. Július végén a Montréalban rendezett nemzetközi tornaversenyen (az előolimpián) egyéni összetettben a hatodik, a szerenkénti döntőkben felemás korláton Nadia Comăneci és Nelli Kim mögött a harmadik helyen végzett. Októberben megnyerte a nyolc ország résztvevőivel rendezett Budapest nemzetközi tornabajnokságát, és a szerenkénti döntőkben valamennyi szeren első lett.
Az 1975-ben első ízben, 12 meghívott versenyző részvételével megrendezett női tornász világkupán egyéni összetettben Ljudmila Turiscseva és Olga Korbut mögött a 3. helyen végzett, gerendán Turiscseva mögött ezüstérmet szerzett. Novemberben a Japánban rendezett rangos nemzetközi versenyen felemás korláton ezüstérmes lett. 1975. november végén ismét első lett a Szombathelyen rendezett Asztalos János-emlékverseny egyéni összetett versenyén.
1975. évi eredményei alapján a Nemzetközi Torna Szövetség által összeállított tornász világranglistán legjobb magyarként a 9. helyre került.
1976 márciusában nagy küzdelemben, az utolsó szeren elért jobb pontszámával előzte meg Óvári Évát és lett ismét az összetett egyéniben Budapest nemzetközi bajnoka. A szerenkénti döntőkben két első (lóugrás, műszabadgyakorlat), egy második (felemás korlát) és egy harmadik helyet (gerenda) szerzett. Májusban megnyerte a magyar−román válogatott találkozó egyéni összetett versenyét, és még ugyanebben a hónapban az országos bajnokságot is. Az egyéni összetett mellett a szerenkénti döntőkben még két számban, lóugrásban és műszabadgyakorlatban szerezte meg a bajnoki címet, felemás korláton ezüstérmet szerzett.
Magyarország képviseletében vett részt az 1976-os montreáli olimpia tornaversenyein, ahol a magyar válogatott csapatban a 4. helyen végzett. A csapatversenyen elért 9. helyezése alapján indulhatott az összetett egyéni döntőben, és két szeren, ugrásban és felemás korláton is jogot szerzett a szerenkénti döntőkben való részvételre. A döntőben javított helyezésén, és végül összetettben a 7. helyen fejezte be a versenyt. A szerenkénti döntőkben lóugrásban a 6. helyen végzett, felemás korláton két román versenyző, Nadia Comăneci és Teodora Ungureanu mögött a bronzérmet szerezte meg.

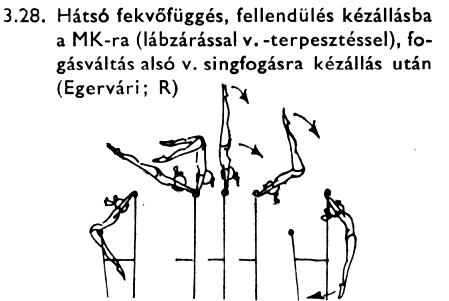
Egervári Márta egyik eredeti eleme a felemás korláton

1976 októberében megnyerte Magyarország mesterfokú tornászbajnokságán az egyéni összetett versenyt, és bajnoki címet szerzett ugrásban, felemás korláton és a műszabadgyakorlatával is, míg gerendán bronzérmet szerzett. Novemberben az 1. helyen végzett a Turkuban rendezett nemzetközi versenyen, decemberben a román Teodora Ungureanu mögött a második lett Milánóban.
1977. március elején a II. Amerika Kupa nemzetközi tornaversenyen egyéni összetettben a 3. helyen végzett. A hónap végén a Budapesti Honvéd nemzetközi versenyén az összetettben biztosan győzött Óvári Éva előtt. A szerenkénti döntőkben is három első helyet szerzett: ugrásban, felemás korláton és a műszabadgyakorlatban. Májusban a mesterfokú bajnokság szerenkénti döntőiben két számban, lóugrásban és műszabadgyakorlatával szerzett bajnoki címet.
Az 1977. évi tornász Európa-bajnokságon lóugrásban, műszabadgyakorlatával és az egyéni összetettben is a 6. helyet szerezte meg.
1977 októberében megnyerte az országos bajnokság összetett egyéni versenyét, és a szerenkénti döntőkben három győzelmet aratott (ugrás, felemás korlát, talaj), csupán gerendán szorult Kanyó Éva mögött a második helyre. A hónap végén a II. Világ Kupán összetettben a negyedik helyet szerezte meg, a szerenkénti döntőkben ugrásban 3., felemás korláton a 4. helyen végzett. Decemberben megnyerte a hagyományos Kerezsi-emlékversenyt.
1978 áprilisában első helyen végzett az egyéni összetett versenyben a Magyarország−Svájc válogatott viadalon.

### Fegyelmi ügye és (átmeneti) visszavonulása
1978 júniusában fegyelmi eljárás indult ellene és edzője, egyben férje, Magyari László ellen. A vád szerint: 'Egervári Mária az edzéstervben rögzített nemzetközi versenyeket kihagyta, ezzel akart időt nyerni, hogy az országos bajnokságra felkészüljön. Visszavonulással fenyegetőzött, így akart előnyökhöz jutni. Több ízben megtagadta az edzéstervben rögzített edzésadag teljesítését. Ellenállást tanúsított, amikor külföldi versenyekre akarták küldeni, s kijelentette, hogy csak férjével együtt vállalja az országhatáron túli szerepléseket. Nemzetközi osztályú sportolóhoz méltatlan magatartást tanúsított, nem mutatott példát a vele együtt dolgozó fiataloknak, a nemzeti színekért kötelező különleges helytállásban. Az is bebizonyosodott, hogy egy engedély nélkül tevékenykedő pszichológus által engedte magát irányítani.
A Népsport egy korábbi száma megírta az ügy (valószínű) hátterét, amely szerint egy ideje súrlódások voltak Egervári, és különösen edző-férje, valamint a válogatott nemrégiben kinevezett vezetőedzője, Bejekné Förstner Klára között. A presztízsharc Bejekné vezetőedzővé való kinevezését követően kezdődött, akit figyelmeztettek, hogy pszichológust is bevontak annak bizonyítására, hogy Egervári visszaesése a vezetőedző miatt következett be.
A fegyelmi eljárás eredményeként ő és férje is írásbeli dorgálásban részesült, Egerváritól 1978 végéig minden kedvezményt és juttatást megvontak, versenyzési jogát 1978. szeptember 30-ig felfüggesztették, és nem vehetett részt a válogatott keret edzésein sem. Férjét hasonlóan dorgálásban és juttatásai megvonásában részesítették, és 1979. december 31-ig eltiltották attól, hogy nemzetközi versenyen bármilyen beosztásban részt vegyen.
A fegyelmi döntést követően október 1-én Egervári versenyen kívül még részt vett a tornász csapatbajnokságon, majd 1979 februárjában bejelentette sportpályafutásának befejezését.

### Visszatérése
1980 januárjában jelent meg a hír arról, hogy ismét edzésbe állt, és a moszkvai olimpiára való kijutást tűzte ki célul maga elé. A korábbi versenygyakorlatait ekkor már hibátlanul végrehajtotta, és versenysúlyát is visszanyerte.
1980 márciusában a tornász csapatbajnokságon versenyen kívül mutatkozott be először, és két év kihagyás után a legjobb eredményt érte el a női mezőnyben. Áprilisban a Nadia Comăneci által megnyert román nemzetközi tornászbajnokságon egyéni összetettben a 8. helyen végzett, a mezőnyben egyedül mind a négy szeren a szerenkénti döntőbe jutott, és ugrásban az 5., felemás korláton a 3., gerendán a 7., talajon az 5. helyet érte el. Májusban az országos bajnokság lóugrás szerenkénti döntőjében az első helyen végzett.
Eredményei alapján bekerült az 1980-as moszkvai olimpia tornaversenyein induló magyar válogatott csapatba. Második olimpiáján csapatban az 5. helyet szerezték meg. Felemás korlát gyakorlatára 9,95 pontot kapott. Egyéni összetettben a 14. helyen végzett.
Az 1980 októberében rendezett Tornász Világkupán egyéni összetettben a 14. helyen végzett. A novemberben rendezett magyar mesterfokú bajnokságon ugrásban és felemás korláton aranyérmes, talajon ezüst-, gerendán bronzérmet szerzett.
1981 márciusában az Amerika Kupa nemzetközi versenyen az egyéni összetett versenyben a 8. helyet szerezte meg. A májusban rendezett Európa-bajnokságon felemás korláton a 6. helyen végzett.
Az 1981. évi országos bajnokságon ismét megnyerte az egyéni összetett versenyt, és első helyen végzett az ugrás és a felemás korlát versenyszámokban is. Ebben az évben a mesterfokú tornászbajnokság összetett egyéni versenyén is aranyérmet kapott.
1981 novemberében bejelentette, hogy a tornász világbajnokság után visszavonul. A világbajnokságon a magyar válogatott a 8. helyet szerezte meg. Élversenyzői pályafutását Egervári a világbajnokságon a legkedvesebb szerén, a felemás korláton fejezte be.

## Az élversenyzés befejezése után
Visszavonulása után a Budapesti Honvédnél edzőként folytatta, ahol 10 éven át, 1991 májusáig foglalkozott az utánpótlással, közben edzői oklevelet szerzett a Testnevelési Főiskolán. 1992 óta Svédországban él és edzőként dolgozik második férjével, Nagy Lajossal, az FTC egykori válogatott tornászával.

## Díjai, elismerései
- A Magyar Népköztársaság Érdemes Sportolója (1974)[76]
- A Magyar Népköztársasági Sport Érdemérem arany fokozata (1976)[77]
- Az év legjobb női tornásza (1975, 1976,[78] 1977[79])
- Az év sportolója 3. hely (1976,[80] 1977[81])